# Neit
Neit (en grec, Νηΐθ Nēḯth) o Net (en egipci, nt) és una de les primeres deesses del panteó egipci, la primera i principal creadora de l'univers, tot el que conté i la que regeix com funciona, «Jo soc les coses que són, que seran, i que han estat...». És la deïtat patrona de Sais —en egipci antic Zau—, des d'on el seu culte es va centrar en el delta del Nil occidental del nord d'Egipte i fou testificada des de la Primera Dinastia.
Neit fou considerada una deessa de la guerra, de la caça i protectora del faraó, i tenia com a símbol dues fletxes creuades sobre un escut; és una deessa molt complexa i els textos antics només indiquen la seva veritable naturalesa. Els antics egipcis varen imposar un secretisme religiós, emprant eufemismes i al·lusions i sovint només utilitzant símbols. Normalment, se la representava com una dona que porta la Corona Vermella sobre el cap i amb un arc i una fletxa a les mans o, a vegades, un arpó. De fet, els jeroglífics amb el seu nom solen ser seguits de qualificatius que al·ludeixen al tir amb arc, amb el símbol de l'escut que s'interpreta com a dos arcs enfrontats entre si o per altres imatges relacionades amb el seu culte.
En alguns mites de la creació trobats a textos a les piràmides, va ser identificada com la mare de Ra i Apep. Quan va ser identificada com a deessa aquàtica, també va ser vista com la mare de Sobek. Aquesta associació amb l'aigua, és a dir, el Nil, va portar que a vegades es considerés l'esposa de Khnum, i es va associar amb la font del riu Nil. Al Nou Regne es va convertir en la deessa creadora, «que va donar a llum a Ra» i a Memphis va ser la protectora del faraó. Quan els libis van envair Egipte, es va convertir en la principal deessa de Sai. Més tard, va ser desplaçada a l'inframon i juntament amb Isis, Neftis i Selcis va esdevenir una de les quatre deesses de la mort.

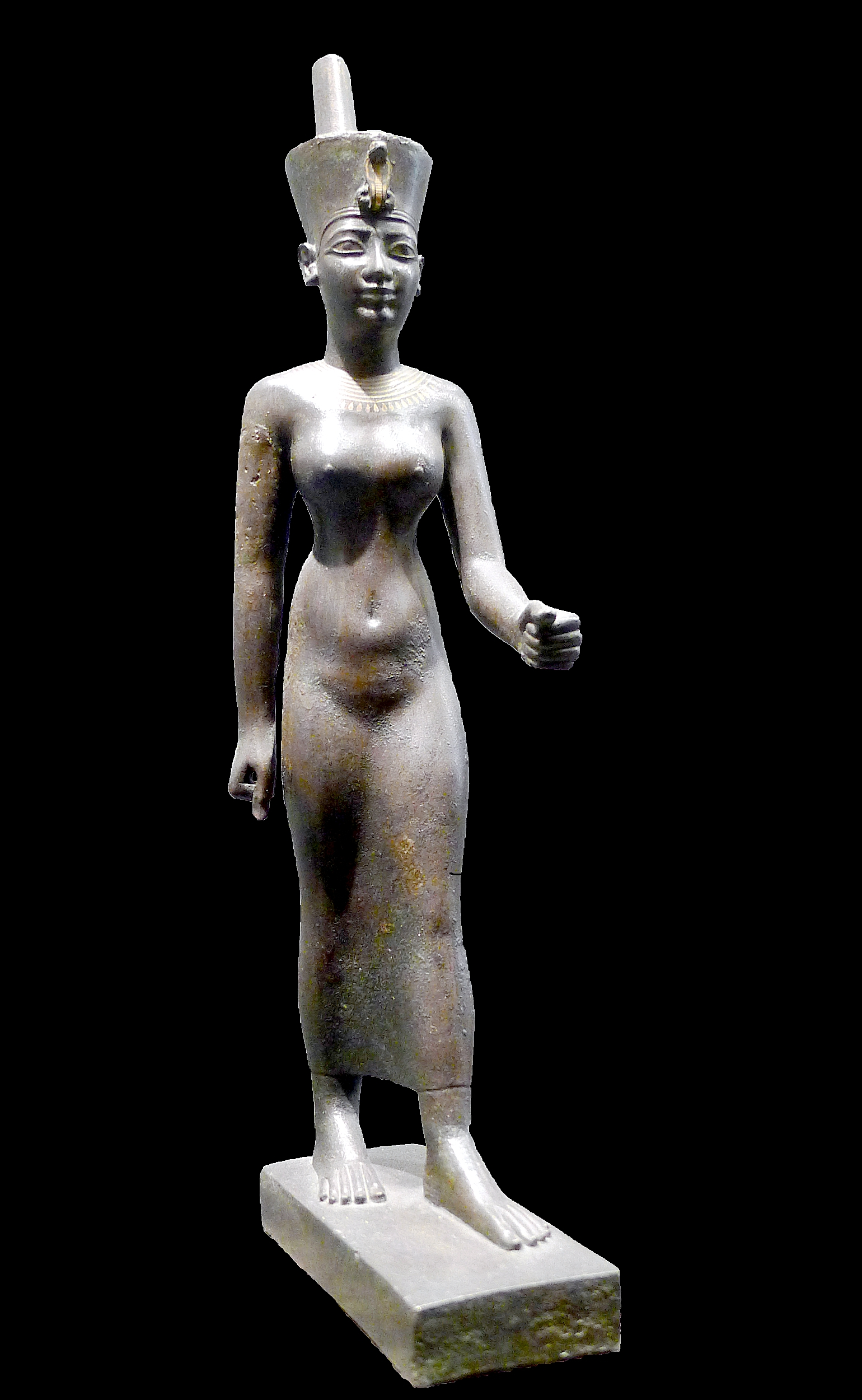
Estàtua de Neit al Museu del Louvre

Com a deessa de la creació i de l'univers, es va dir que teixia cada dia el món amb el seu teler. Una paret interior del temple d'Esna enregistra un relat de la creació en el qual Neit surt de les primeres aigües de la primera terra. Tot el que ella va concebre en el seu cor es posa en marxa, incloent-hi les trenta deïtats: «Deessa única, misteriosa i gran que va ser al principi i va fer que tot vingués a ser... La mare divina de Ra, que brilla a l'horitzó ...»..
L'historiador grec Heròdot (484-425 aC.) va assenyalar que els ciutadans egipcis de Sais a Egipte adoraven Neit i la identificaven amb Atena. El Timeu, un diàleg escrit per Plató, reflecteix també aquesta identificació amb Atena, possiblement com a resultat de la identificació d'ambdues deesses amb la guerra i el teixit. El filòsof neoplatònic grec Procle (412-485 dC.) va escriure que en el temple de Neit a Sais —ara desaparegut— hi figurava la següent inscripció: «Soc les coses que són, que seran i que han estat […] El fruit que vaig engendrar fou el sol».